# Лісові Сорочинці
Лісові́ Соро́чинці — село в Україні, у Прилуцькому районі Чернігівської області. Населення становить 506 осіб. Входить до складу Сухополов'янської сільської громади. Розташоване на річці Рудці (притока Удаю), за 12 км від райцентру.

## Історія

### Давні часи
Засноване‭‭ ‬на території Київського воєводства Речі Посполитої, належало до «імперії» князів Вишневецьких.
Назва села походить від прізвища першого поселенця Василя Сороча, який в 1629 році одержав земельний наділ від Густинського монастиря. Уже тоді в Лісових Сорочинцях було 11 дворів. У‭ ‬1638‭ ‬році ‬землями монастиря і Лісовими ‬Сорочинцями‭ ‬заволодів польський магнат‭ ‬Олександр Конецпольський.‭
За Гетьманщини Лісові Сорочинці входили до складу Полкової сотні Прилуцького полку як вільне військове село, «до ратуші Прилуцької прислушаюче». В 1667 р. у селі налічувалось 7 господарств селян, які «орали на 4-х волах». У 1685 році гетьман Іван Самойлович відібрав село у монастиря і надав прилуцькому полковому обозному Г. Д. Чернявському, від якого воно 1709 році перейшло до його сина — значкового товариша Степана. За універсалом 1714 року Лісові Сорочинці були залишені «вдове его Марье». Від другого шлюбу з якимось Березинським вона мала синів Романа й Мусія, котрим і передала село у «вічне володіння». При цих власниках поселення розрослось до 29 дворів (43 хати). Та в 1780 році брати змушені були село продати.
З 1764 року Лісові Сорочинці територіально входили до Прилуцького полку Малоросійської губернії; з 1788 року — до Прилуцького повіту Чернігівського намісництва; з 1796 року — до Прилуцького повіту Малоросійської губернії; з 1859 року — до Малодівицької волості 1-го стану Полтавської губернії, мешканці села були приписані до парафії Миколаївської церкви села Колісники; з 1870 року — до Радьківської волості. На той час село мало козацький та селянський майдани для випасу худоби, шинок Берка, олійницю та винокурню.
‎
З кінця XVIII ст. Лісові Сорочинці заполонили поміщики: Маркович, Юскевич, С. М. Трифонів, Забілиха, Домонтович. Сім'я останнього прожила в селі понад 100 років. Мировий суддя Прилуцького повіту Андрій Іванович‭ ‬Домонтович‭ ‬мав у Лісових ‬Сорочинцях‭ ‬маєток,‭ ‬200‭ ‬десятин лісу‭ ‬та‭ ‬250‭ ‬десятин родючої землі,‭ ‬яку обробляли наймані робітники.‭ ‬Домонтович займався землеробством, тваринництвом, садівництвом, розводив рибу в ставках, торгував лісом. Він першим в селі на своїх ґрунтах посадив і виростив картоплю.‭ ‬У‭ ‬1900‭ ‬році‭ ‬за виведення нових сортів яблук «Путівка осіння‭»‬ («Кальвіль Сорочинський‭»)‬,‭ «‬Кальвіль Домонтовича‭»‬‭ ‬був нагороджений‭ ‬бронзовою медаллю‭ ‬на Всеросійській виставці фруктів‭ ‬у Москві.‭ Всі його діти мали добру освіту, сини Євген та Сергій‭ ‬стали офіцерами.‭ ‬Євген‭ з‬а Першу світову війну був нагороджений Георгієвським хрестом. В село повернувся з німецького полону. Після перевороту 1917 року перейшов на сторону більшовиків, командував полком, дивізією, працював в московському Кремлі, був нагороджений орденом Леніна (1967). Наприкінці життя працював в Лісових Сорочинцях сторожем колгоспного саду,‭ складав вірші про життя односельців, жив в бідності, ‬помер 1973 року.‭ ‬Через кілька років згорів і родовий маєток Домонтовичів.‭ ‬Нині центральна вулиця села — вулиця Домонтовича.
Найдавніше знаходження на мапах 1869 рік як Сорочинці.
За переписом 1910 року в Лісових Сорочинцях налічувалось 820 жителів, 135 господарств, з них козаків — 29, селян — 101, інших непривілейованих — 4, привілейованих — 1, у тому числі — 7 теслярів, 4 шевці, 16 ткачів, 1 візник, 66 поденників, 4 займалися інтелігентними та 118 — іншими неземлеробськими заняттями. Все інше доросле населення займалося землеробством.
На початку ХХ століття за сприяння представника земства Костянтина Трохимовича була відкрита земська школа.‭ ‬Для‭ ‬цього‭ ‬батьки учнів найняли будинок Добренка.‭ ‬У‭ ‬1911‭ ‬р.‭ ‬в селі вже діяло земське однокласне початкове училище,‭ ‬в якому навчалося‭ ‬30‭ ‬хлопчиків і‭ ‬7‭ ‬дівчат.‭ ‬А через три роки земство і селяни купили у зажиточного селянина Беха землю під будівництво школи і в 1914 року побудували її. Мала вона дві класні кімнати і квартири для вчителів (зруйнована у 2003 році).
У 1911—1914 роках була побудована залізнична колія Бахмач — Прилуки, яка поділила село на дві частини — південну і північну. Виямку копали лопатами, ґрунт возили вагонетками, боки викладали дерном.
В 1915 році в Лісових Сорочинцях налічувалось 103 двори, 598 жителів, а землі тут було 352 десятини.

### Радянська доба‭
Важкі часи пережило село під час становлення більшовицького режиму.‭ ‬Остаточна комуністична окупація відбулася у‭ ‬1920‭ ‬році.‭ ‬Хоча найбільші випробування селянам довелося пройти пізніше. А поки що село жило спокійно і навіть заможно.‭ ‬В‭ ‬1924‭ ‬році ‬у Лісових Сорочинцях‭ ‬було побудовано магазин та клуб.‭ ‬Одну з кімнат виділили під бібліотеку,‭ ‬фонд‭ ‬якої налічував‭ ‬10‭ ‬книг та Закон Божий.‭ ‬Через три роки‭ ‬частину селян об'єднали в ТСОЗ.‭ ‬Згодом‭ ‬його‭ ‬перетворили‭ ‬на‭ ‬сільськогосподарську артіль‭ «‬Незаможник‭»‬,‭ ‬яка отримала перший трактор‭ «‬Фордзон‭»‬.‭ ‬Це було великою подією для села:‭ ‬учні‭ ‬навіть‭ ‬залишили уроки і побігли в поле‭ ‬подивитися на диво-техніку.‭
В‎ ‏1930 ‏році‭ ‬у Лісових‭ ‬Сорочинцях почали масово розкуркулювати‭ ‬заможних селян.‭ ‬Деякі‭ ‬були вислані на Північний Урал — в Пермську область, станцію Яйва. Люди з села їздили також на переселення в республіку Дагестан — місто Кізляр, та в‭ ‬Мамаївську комуну‭ ‬села Удайців.‭
Остаточно завершив колективізацію голодомор. ‬План здачі зерна‭ державі 1932 ‬року ‬був виконаний не‭ ‬лише за рахунок колгоспного поля‭ ‭— забрали весь урожай жита з селянських присадибних ділянок.‭ ‬За вказівкою комуністичного керівництва по‭ ‬Лісових ‬Сорочинцях їздили активісти і з кожної хати забирали все,‭ ‬що бачили. Люди ходили голодними і пухлими, багато померло. Безіменні могили, що займають значну частину сільського кладовища, нагадують про ці страшні події до сьогодні. Помирали сім'ями. Так сім'я, яка жила на Гайдаях, мала 12 дітей. Всі померли під час голодомору. Земля кругом хати була гола, не було навіть бур'яну, вся травичка була вищіпана дитячими пучками і з'їдена. ‭

‬Жителька села Череватенко А. М. (1924 р.н.): «В нашій сім'ї було п'ятеро дітей. У тих, хто не хотів вступати до колгоспу місцеві активісти все відбирали. От і нашу сім'ю спіткало горе — забрали: корову, коня, землю. Мати сховала трохи зерна в рукав від сорочки й поклала за ікони в хаті. Та активісти знайшли і це. Ми, малі діти, плакали і благали цих тьоть і дядь віддати, але нас ніхто не слухав. Першим від голоду помер брат, якому було 14 років, потім батько пішов просити милостиню в Товкачівку і не повернувся — помер з голоду. Потім померла з голоду мати. Я залишилась в сім'ї найстарша (9 років), сестричці виповнилось 4 роки, братику 2 роки. Пам'ятаю, пішла сестричка на город, та й не повернулася до ночі. Ранком її так і не знайшли… Невдовзі помер і братик, ми з сусідкою віднесли його на кладовище. Отак я залишилась сама — голодна і холодна…‭»
Свій хліб з'явився у селян уже після жнив, у кожний двір тоді дали по торбі борошна. Поступово село почало відроджуватися.‭ В ‬1934‭ ‬році артіль‭ ‬"Незаможник‭"‬ перейменували‭ ‬на колгосп імені Димитрова.‭ На піщаних ґрунтах було ‬висаджено‭ ‬140‭ ‬гектарів яблуневого саду.‭ ‬Великою подією для села був показ у клубі в 1940 році звукового фільму «Чапаєв». Про це й зараз згадують старожили. В Лісових Сорочинцях ще не було електрики, тому динамо-машину крутили руками.

### Друга світова війна
17‎ ‏вересня‭ ‬1941‭ ‬року‭ ‬село було окуповане німецькими військами.‭ Та‬ ночами з оточення, до лінії фронту, через Лісові‭ ‬Сорочинці пробиралися‭ ще ‬червоноармійці.‭ ‬Вони заходили до селянських хат,‭ ‬просили їсти і йшли далі на схід.‭ ‬З фронту не було‭ ‬жодних новин,‭ ‬тільки в січні‭ ‬1942-го радянський літак розкидав‭ ‬над селом‭ ‬листівки,‭ ‬які‭ ‬містили повідомлення про те,‭ ‬що ведуться бої під Москвою,‭ ‬і‭ ‬заклики до спротиву ворогу.‭
7 липня 1942 року на примусові роботи до Німеччини була вивезена молодь села, близько 20 осіб. Два роки окупації в селі не працювала школа та магазин. Влітку 1943 року німці прислали в Лісові Сорочинці угорський (мадярський) загін охорони залізничного мосту. 23 серпня 1943 року партизани розгромили угорський загін, забрали зброю і боєприпаси. 17 вересня 1943 року в Лісові Сорочинці повернулась сталінська влада - зайшли підрозділи 615 Стрілецького Полку 167 Сумської стрілецької дивізії.
На другий день батьки виряджали мобілізованих польовим військкоматом юнаків села на фронт.‭ ‬Пізніше їх назвуть чорною піхотою.‭ ‬Майже всі ці молоденькі хлопчики, не підготовлені, не обстріляні, з однією гвинтівкою на трьох, без їжі, без обмундировання, загинули і назавжди залишилася лежати в українських степах. У селі залишилися тільки жінки,‭ ‬діти та старі люди.‭ ‬За чоловіків‭ — ‬14-річні хлопчаки.‭ ‬Поля‭ ‬орали‭ ‬волами,‭ ‬коровами,‭ ‬сіяли вручну,‭ ‬городи копали лопатами.‭ ‬До того ж‭ ‬радянська влада тепер з підозрою‭ ‬ставилася до людей,‭ ‬які були на окупованій ворогом території.‭

### Післявоєнні роки
В важкі післявоєнні роки селянам не вистачало хліба, одежі, взуття та необхідно було ще виконати обов'язкові поставки в державу: молока –120 літрів, м'яса — 45 кг, яєць – 100 шт. За не виконання — суд. Щоб якось вижити, возили кіньми чи волами в Прилуки колоті дрова, а також носили на базар на плечах по дві в'язки дров та продавали. Робота в колгоспі — 448 трудоднів на рік (1 трудодень — 1,85 кг жита) та семиденний робочий тиждень. 1946‭ ‬рік‭ –‬ період смертовбивчої‭ ‬посухи.‭ ‬Люди‭ ‬знову почали пухнути від голоду.‭ ‬Їли гнилу картоплю,‭ ‬печені гарбузи тощо.
Станом на 1947 рік в Лісових Сорочинцях проживало 1100 жителів. В ‬1949‭ ‬року в місцевому колгоспі було‭ ‬1299,6‭ ‬га землі,‭ ‬208‭ ‬дворів,‭ ‬781‭ ‬житель‭; ‬4‭ ‬рільничі бригади,‭ ‬15‭ ‬ланок,‭ ‬1‭ ‬тваринницька ферма,‭ ‬1‭ ‬автомашина‭; ‬діяли олійниця,‭ ‬теслярська майстерня,‭ ‬кузня.‭ У‭ ‬1950‭ ‬році‭ ‬нарешті‭ ‬були‭ ‬скасовані обов'язкові поставки молока,‭ ‬м'яса,‭ ‬яєць,‭ ‬а також позики.‭ Через шість років колгосп у Лісових ‬Сорочинцях став‭ ‬мільйонером,‭ ‬основну‭ ‬частину прибутку отримавши від садівництва‭ ‬(сорочинські яблука продавали в Москві‭)‬.‭ ‬Невдовзі‭ ‬до колгоспу ім.‭ ‬Димитрова приєднали колгосп ім.‭ ‬Свердлова‭ (‬село ‬Стрільники‭)‬,‭ ‬в результаті чого збільшилася площа орних земель,‭ ‬кількість худоби тощо.‭ Господарство почало потроху відбудовуватися,‭ ‬та земля оброблялася дідівським способом і не давала належного прибутку.‭ Колгосп став збитковий.
У ‬1961‭ ‬році в селі з'явилась електрика.‭ ‬До цього часу люди користувалися гасовими лампами. З‭ ‬1967‭ ‬року колгоспники Лісових Сорочинців починають одержувати грошову‭ ‬заробітну плату,‭ ‬а‭ ‬з‭ ‬1968-го‭ – пенсії.‭ ‬У‭ ‬80-х роках колгосп будує нові будинки для селян.

### Сьогодення
Після здобуття Україною‭ ‬незалежності‭ ‬в Лісових Сорочинцях відбулися зміни. ‬1992‭ ‬року колгосп було реорганізовано в кооператив «Лісний»,‭ ‬до якого ввійшло відділення села ‬Стрільників.‭ Потім відбулася приватизація земель і майна колективного господарства. Станом на ‬2000‭ ‬рік ‬у Лісових ‬Сорочинцях‭ проживав 521‭ ‬житель у ‬272‭ ‬дворах. Село не газифіковане.
До 2019 року орган місцевого самоврядування — Лісовосорочинська сільська рада, якій було підпорядковане село Стрільники.

## Мікротопоніми
Як і‭ скрізь‬ в Україні,‭ село ‬Лісові ‬Сорочинці‭ ‬ділиться на кутки.‭ ‬Назви кутків Гайдаї та Каптурі‭ ‬походять від прізвищ перших поселенців Гайдая та Каптура‭ (‬Каптуренка‭)‬.‭ ‬Куток Бехівщина — від поселенця на прізвище Бех. Весь рід Полозів жив на Полозях. Куток,‭ ‬як і саме прізвище Полоз,‭ отримав назву ‬від‭ ‬майстра‭ з виготовлення полозів до саней.‭ ‬Козак Аландаренко зі своїми родичами приїхав із села Полова та оселився на вільних землях,‭ ‬порослих чагарниками,‭ ‬з великою калюжею посередині,‭ ‬яка майже ніколи не висихала.‭ ‬Цей куток‭ ‬і досі називають‭ ‬Калюжами.‭ ‬Поселенець Корсун‭ ‬викопав‭ ‬ставок (уручну?),‭ ‬який і сьогодні називають Корсунівський.‭ ‬
Кумина долина,‭ ‬Негодине поле,‭ Стара дорога‬,‭ ‬Панський ставок‭ ‬– сільські назви,‭ ‬що звучать як пісня.

## Населення

### Мова
Розподіл населення за рідною мовою за даними перепису 2001 року:
| Мова            | Кількість | Відсоток |
| --------------- | --------- | -------- |
| українська      | 485       | 95.84%   |
| російська       | 13        | 3.57%    |
| інші/не вказали | 3         | 0.59%    |
| Усього          | 506       | 100%     |

## Пам'ятники
- У‭ ‬1957‭ ‬році ‬в селі встановлено пам'ятник партизанам,‭ ‬які загинули‭ ‬1943‭ ‬року
- У‭ ‬1973‭ ‬році — на честь‭ ‬73‭ ‬воїнів-односельців,‭ ‬які‭ ‬полягли на фронтах Другої світової війни
- У‭ ‬1995‭ ‬році — пам'ятник-танк на честь‭ ‬50-річчя Перемоги над нацизмом

## Відомі люди
- А.‭ ‬І.‭ ‬Домонтович‭  – селекціонер нових сортів яблук: «Путівка осіння‭» (‬"Кальвіль Сорочинський‭")‬,‭ «‬Кальвіль Домонтовича‭»;‬ ініціатор‭ ‬та активний учасник створення міського саду в м.‭ ‬Прилуки.
- Череватенко Віктор Якович — російський і український письменник, член Спілки письменників Росії, лауреат міжнародної літературної премії «Слобожанщина».